# 金华轨道交通
金华轨道交通，又称浙中城市群轨道交通，是浙江省金华市建设中的城市轨道交通系统，最新版本的规划中共有7条线路，目前有金义东线投入运营。

## 历史

### 规划
2011年9月，金华市规划局开始启动《浙中城市群轨道交通线网规划》与《浙中城市群综合交通规划》的编制工作。
2012年12月，规划通过专家评审；2013年12月，规划经市浙中城市群规划建设委员会审议通过；2014年2月，规划经金华市政府批复实施。在该规划中，远期浙中城市群轨道交通线网方案由4条线路（金义线、东义浦线、金武永东线、金兰线）组成，线网总长264.6km，车站总数为78座，其中换乘车站4座，线网密度0.29km/km2，并在远景规划中设计了4条中运量系统走廊，总长度206.2公里，与浙中城市群轨道交通合计总长度470.8公里。
在2013年，浙江省发改委发布了《浙江省都市圈城际铁路近期建设规划》，并于2014年获得国家发改委批复。在该规划中，为金华都市圈（即浙中城市群）规划了四条城际铁路线路，其中近期建设的项目为金华-义乌-（东阳）横店线和义乌火车站-义乌线（与《浙中城市群轨道交通线网规划》相比，这两条线路的大体走向与《浙中城市群轨道交通线网规划》中金义线和东义浦线一致，但在部分线位布置及站点设置上有较大不同）。
2016年9月，依据《浙江省都市圈城际铁路近期建设规划》、并结合地方各县（市、区）的意见，市规划局（市城群办）联合金义东城际轨道交通建设指挥部以及轨道交通投资建设有限公司共同组织开展了《浙中城市群轨道交通线网规划》（调整）编制工作，新规划于2017年4月通过专家评审，2017年11月经市政府第9次常务会议审议通过，由市政府印发实施。调整后的规划远期（至2030年）线网结构为“一条主线，两个核心，四条支线”，其中金义线为主线，并分别以金华和义乌中心城区为核心向各县市放射形成东义浦线、金武永东线、金兰线和横店磐安线四条支线，远期线网总里程319.5公里，车站总数91座，线网密度0.35km/km2，并预留了金华-龙游、金义都市新区—永康—缙云两条远景（2030年以后）轨道交通线路规划。

### 一期工程
在上述规划制定的过程中，金华市开展了轨道交通一期工程（金义线一期、东义浦线一期，即“金义东市域轨道交通工程”）前期准备工作。2016年10月24日，浙江省发改委批复了金义东市域轨道交通工程可行性研究报告。2016年12月28日，金义东市域轨道交通工程试验段开工。至2017年底，金义东市域轨道交通工程全线各标段陆续开工。金义线2022年1月11日开通试乘，2022年8月30日开通运营，义东线于2022年9月28日开通试乘，2022年12月28日开通运营。

## 线路

金华轨道交通规划线路图

| 线路名称     | 起點站/終點站      | 起點站/終點站  | 車站數目 | 运营長度（公里） | 列车编组 | 开通日期       |
| ------------ | ------------------ | -------------- | -------- | ---------------- | -------- | -------------- |
| 金义线       | 金华站             | 秦塘站（一期） | 16       | 58.071（一期）   | 6B       | 2022年8月30日  |
| 义东线       | 义乌高铁站（一期） | 明清宫站       | 15       | 48.38（一期）    | 6B       | 2022年12月28日 |
| 金武永东线   | 罗店站             | 明清宫站       | 26       | 111.7            | 待定     | 预计2028年     |
| 金华市内二线 | 婺城站             | 待定           | 待定     | 23.6             | 待定     | 预计2026年     |
| 金兰线       | 八一南街站         | 兰溪高铁站     | 15       | 37               | 待定     | 预计2028年     |
| 横店磐安线   | 横店机场站         | 待定           | 6        | 待定             | 待定     |                |
| 金龙线       | 金华南站           | 待定           | 待定     | 待定             | 待定     |                |
| 金永缙线     | 待定               | 待定           | 待定     | 待定             | 待定     |                |

## 票务

### 基本票价政策
金华轨道交通的基本票价政策为：起步价2元，可乘坐8公里；8至28公里（含28公里）每1元可乘4公里，28至64公里（含64公里）每1元可乘6公里，64公里以上每1元可乘8公里。

### 购票方式
金华轨道交通支持通过以下方式购票：
- 任我行APP：使用任我行APP进行实名认证后，可打开乘车码乘车。此外，APP也可以支持刷脸乘车和购票乘车。原“金轨智行”APP更名为“任我行”APP[17]。
- 支付宝、丰收互联、金华行APP：均可开启乘车二维码刷码乘车。
- 自动售票机：车站站厅可通过自动售票机购买单程票。
- 一卡通刷卡过闸：金华市发行的公交卡、市民卡等一卡通类卡种可在闸机上刷卡过闸。

### 优惠政策
根据金华现行的乘车优惠政策：
1. 离休干部、现役军人、残疾军人、消防救援人员、因公致残的人民警察、烈士遗属、因公牺牲军人遗属、病故军人遗属、全国劳模、浙江省无偿献血荣誉证获得者、全国一、二级重度残疾人以及具有本市户籍的持证残疾人、持有抚恤优待证的本市户籍参战（参试）退役人员凭本人有效证件免费乘车。
2. 70周岁以上（含）老年人，凭本人有效证件免费乘车。
3. 60-69周岁（含）的老年人，凭本人有效证件享受票价的5折优惠。
4. 中小学生和未满18周岁的公民，凭本人有效证件享受票价的5折优惠。
5. 每位成年人可免费携带2名身高1.3米以下的儿童乘车，超过2名按超过人数购票，身高1.3米以下儿童不得单独乘车。
6. 在上述优惠政策基础上，运营公司根据市场需求、经营状况等因素，适当增加票价优惠措施。